# Jeune Femme nue au miroir
Jeune Femme nue au miroir (en italien, Giovane donna nuda allo specchio) est une peinture à l'huile sur panneau de peuplier réalisée par l'artiste italien Giovanni Bellini. 

## Historique
Datant de 1515, le tableau est l'une de ses dernières œuvres, montrant sa réponse à la peinture tonale introduit par Giorgione. Le tableau a été acquis par James Hamilton, 1er duc d'Hamilton, en 1638, et resta dans sa famille jusqu'en 1659, quand il a été acquis à Bruxelles par Léopold Guillaume de Habsbourg. Il est maintenant conservé au Kunsthistorisches Museum de Vienne.

## Postérité
Le tableau fait partie du musée imaginaire de l'historien français Paul Veyne, qui le décrit dans son ouvrage justement intitulé Mon musée imaginaire.